# The End Records
The End Records – amerykańska wytwórnia płytowa założona 1998 roku na Brooklynie w Nowym Jorku.
Dziedziną wytwórni są awangardowe odmiany rocka i metalu oraz wszelkie inne projekty z elementami ambientu. Wytwórnia współpracuje z europejską Candlelight Records, wydającą albumy w Europie. Nakładem wytwórni ukazały się albumy takich wykonawców jak: Agalloch, Age of Silence, Antimatter, Arcturus, Darkthrone, Dissection, Enslaved, Green Carnation, Head Control System, In the Woods..., Nightingale, Nokturnal Mortum, Novembers Doom, Peccatum, Star of Ash, The Gathering, Ulver, Winds.
W 2016 roku wytwórnię nabył koncern BMG.